# Trotternish
Trotternish (gael. Tròndairnis) – półwysep na wyspie Skye w Szkocji, położony na północ od Portree.

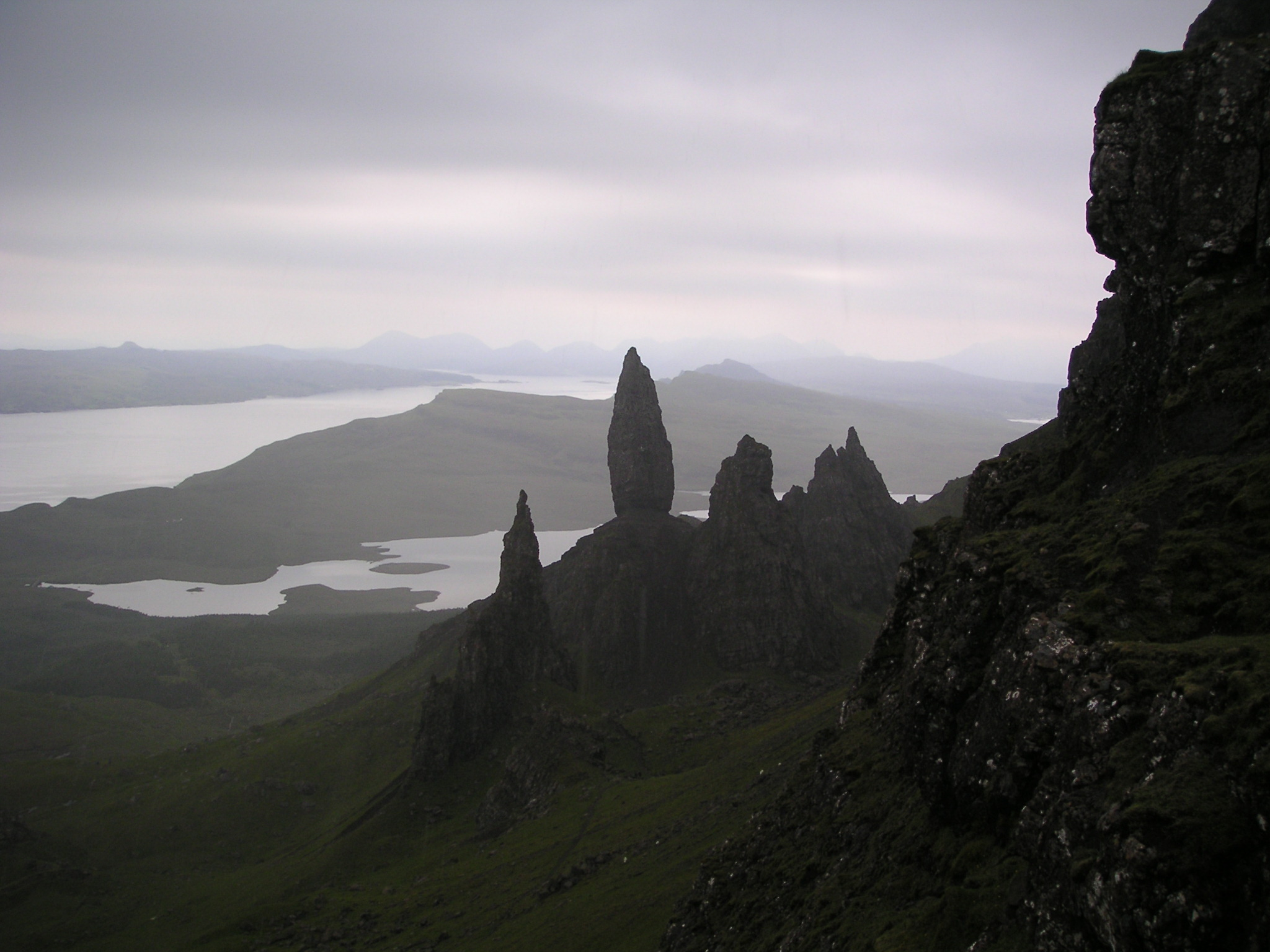
Old Man of Storr, Trotternish

W północno-wschodniej części Trotternish leżą ruiny zamku Duntulm. Największa miejscowość na półwyspie to Uig.